# Nowa Wieś (powiat krakowski)
Nowa Wieś – wieś w Polsce położona w województwie małopolskim, w powiecie krakowskim, w gminie Skała.
| SIMC    | Nazwa      | Rodzaj    |
| ------- | ---------- | --------- |
| 0334333 | Góra       | część wsi |
| 0334340 | Pod Górą   | część wsi |
| 0334356 | Psia Górka | część wsi |

W latach 1975–1998 miejscowość należała administracyjnie do województwa krakowskiego.

## Historia
Według "Słownika geograficznego Królestwa Polskiego" w 1827 roku wieś liczyła 82 mieszkańców zamieszkałych w 15 domostwach.